# Kanton Castelnau-Montratier
Der Kanton Castelnau-Montratier war bis 2015 ein französischer Wahlkreis im Arrondissement Cahors, im Département Lot und in der ehemaligen Region Midi-Pyrénées; sein Hauptort war Castelnau-Montratier, Vertreter im Generalrat des Départements war zuletzt von 2001 bis 2015, wiedergewählt 2008, Jean-Claude Bessou. 
Der Kanton war 18,76 km² groß und hatte 4106 Einwohner (Stand: 2012).
Der Kanton umfasste Wahlberechtigte aus sieben Gemeinden:
| Gemeinde                 | Einwohner Jahr | Fläche km² | Bevölkerungsdichte | Postleitzahl | Code INSEE |
| ------------------------ | -------------- | ---------- | ------------------ | ------------ | ---------- |
| Castelnau-Montratier     | 1838 (2013)    | –          | – Einw./km²        | 46170        | 46063      |
| Cézac                    | 199 (2013)     | –          | – Einw./km²        | 46170        | 46069      |
| Flaugnac                 | 427 (2013)     | –          | – Einw./km²        | 46170        | 46103      |
| Lhospitalet              | 458 (2013)     | –          | – Einw./km²        | 46170        | 46172      |
| Pern                     | 494 (2013)     | –          | – Einw./km²        | 46170        | 46217      |
| Sainte-Alauzie           | 122 (2013)     | –          | – Einw./km²        | 46170        | 46248      |
| Saint-Paul-de-Loubressac | 555 (2013)     | –          | – Einw./km²        | 46170        | 46287      |